# Рат против тероризма
Рат против тероризма или Рат против терора је кампања коју је започео амерички председник Џорџ Буш, а која укључује разне војне, политичке и правне акције које су требале да спрече ширење тероризма после напада 11. септембра 2001. на САД. Администрација Барака Обаме не користи овај назив већ кампању зове Прекоморске непредвиђене операције (енгл. Overseas Contingency Operations). Мете кампање су првенствено исламске терористичке групе, са истакнутим циљевима укључујући Ал-Каиду и Исламску државу Ирака и Леванта (ISIL).
Рат против тероризма користи рат као метафору да опише низ акција које су ван традиционалне дефиниције рата предузете да би се елиминисао међународни тероризам. 43. председник Сједињених Држава Џорџ В. Буш је први пут употребио термин „рат против тероризма“ 16. септембра 2001, а затим „рат против терора“ неколико дана касније у званичном говору пред Конгресом. Буш је назначио непријатеља рата против тероризма као „радикалну мрежу терориста и сваку владу која их подржава.“ Првобитни сукоб је био усмерен на Ал Каиду, са главним позориштем у Авганистану и Пакистану, регион који ће касније бити назван „AfPak“.
Појединци, укључујући Ричарда Мајерса, тадашњег председника Здруженог начелника штабова, одмах су критиковали израз „рат против тероризма“, а на крају је Бушова администрација користила нијансираније термине да дефинише кампању. Док „рат против тероризма“ никада није коришћен као формална ознака операција САД, Медаљу за Глобални рат против тероризма издале су Оружане снаге САД.
Обамина администрација је настојала да избегне употребу овог термина и уместо тога је радије користила термин Операција за ванредне ситуације у иностранству. Дана 23. маја 2013, Обама је објавио да је глобални рат против тероризма завршен, указујући да САД неће водити рат против тактике, већ ће се уместо тога фокусирати на одређену групу терористичких мрежа. Успон ISIL-а довео је до глобалне Операције својствена одлучност и међународне кампање за уништавање терористичке организације.

## Циљеви рата
Председник САД Џорџ Буш навео је следеће као наводне циљеве рата:
- Уништити терористе и њихове организације.
- Идентификовати и лоцирати све терористичке организације.
- Спречити ширење тероризма
- Спречити терористе да регрутују нове чланове.
- Успоставити међународни стандард у циљу борбе против тероризма.
- Ојачати, у међународном циљу да се спречи тероризам.
- Рад са земљама које желе сарадњу и допринети у Рату против тероризма.
- Помоћ слабим државама.
- Спречити рекламу терористичких организација (чиме се шири тероризам).
- Спречити стварање нових терористичких организација
- Спречити подршку терористима.
- Елиминисати све терористе.
- Спречити терористичке нападе и позиције које исти могу искористити.
- Ујединити се са земљама које су вољне у циљу спречавања тероризма.
- Победити рат идеала.
- Заштитити све Америчке грађана у САД и др.
- Користити националну стратегију за одржавање безбедности.
- Бити спреман за терористичке нападе.
- Предузети све мере да се заштите грађани САД.
- Проверити могућност новог терористичког напада.

## Контроверзе
Амерички „одбрамбени рат против тероризма“ испало је не само да јача терористички покрет Ал Каиде, већ и сам користи терористичке методе застрашивања и тортуре. Једно од најпознатијих мучилишта је затвор Гвантанамо на Куби, где се наводни терористи подвргавају бруталном испитивању и тортури без икаквог суда. Друго светски познато мучилиште је Абу Граиб где су амерички војници понижавали и злостављали затворенике на најгнусније начине. Ти злочини би вероватно били заташкани и заборављени, да сами мучитељи у својој ароганцији нису сами поставили фотографије мучења на интернет. Шокантне фотографије тортуре запањиле су свет тим више што амерички војници на снимкама остављају утисак да се добро забављају понижавањем затвореника. Војници и војникиње који су чинили садистичке злочине сматрали су их обликом забаве као и друштвено прихватљивим поступком (фотографије су сами поставили на Интернет). Против неких од војникиња и војника с фотографија проведени су судски процеси који су уродили тек симболичним казнама. 
Администрација председника Буша потпуно је заказала у припремању дугорочних планова за ток „Рата против тероризма“, а неки од резултата били су потпуно супротни од очекиваних. Заговорници напада на Ирак најављивали су брзу победу, увођење демократије и стварање модерног Ирака који ће да буде снажан амерички савезник у регији. Последице инвазије су биле катастрофалне за многе Ирачане, јер Американци нису покушавали да зауставе анархију на улицама ирачких градова већ су се само бринули да освоје неоштећену инфраструктуру за вађење нафте. Садам Хусеин је био секуларни диктатор па су Американци покушали поставити марионетску владу Иада Алавија јер су сматрали да ће Ирачани поштовати секуларни ауторитет. Тај потез је показао колико су Американци погрешили у процени ирачке ситуације. На првим изборима победиле су странке са снажним верским предзнаком. Како су већина Ирачана шијити, то је у пракси значило да ће ојачати утицај Ирана на политичка збивања. 
Америчка дипломатија с одређеним успехом је наговорила бројне државе да прихвате резолуцију 98 којом амерички држављани de facto добијају потпуни имунитет од било које казнене одговорности пред Међународним судом у Хагу.